# Туин Пийкс
 Тази статия е за филма.  За квартала на град Сан Франциско, Калифорния,  вижте Туийн Пийкс (квартал на Сан Франциско).  
„Туин Пийкс“ (на английски: Twin Peaks) е американски драматичен сериал по идея на Марк Фрост и Дейвид Линч, заснет за ABC в периода 1990–1991 г.
На 6 октомври 2014 г. е потвърдено, че сериалът ще се завърне в началото на 2016 г. с девет нови епизода по Showtime. На 15 май 2015 г. е потвърдено, че Линч ще режисира всички епизоди и че те ще са повече от първоначално обявените девет. На конференция за „Туин Пийкс“ в Сиатъл актрисите Шерилин Фен и Шерил Лий разкриват, че новата поредица ще съдържа 18 епизода и Анджело Бадаламенти отново ще композира музиката. През юли е обявено, че новият сезон е отложен за 2017 г. Заснемането му започва през септември 2015 г. и приключва през април 2016 г. Премиерата се състои на 21 май 2017 г.

## Сюжет
В първия епизод полицията в Туин Пийкс, среден по големина град в далечния северозапад на Съединените щати, е повикана на местопрестъпление. На брега на езеро е открит труп, завит в найлонов чувал. Никой не подозира, че случилото се ще разтърси целия град. Името на убитата е Лора Палмър, обичано от всички седемнайсетгодишно момиче, Мис Туин Пийкс, дъщеря на почтено и уважавано семейство. Но впоследствие се оказва, че това е било само привидно. Шерифът Хари Труман, неговите подчинени и федералният агент Дейл Купър, който идва в града да разследва случая, проследяват загадъчните улики, тайните в живота на Лора, за да разкрият загадката на нейната смърт. Лора се оказва жертва на сериен убиец, който преди години убива друго момиче – Тереза Банкс. Скоро агент Купър осъзнава, че случилото се не е просто поредното престъпление, а стои във връзка със странни и мистериозни събития, причината за които се крият във вековните гори около града. И когато убиецът най-после е разкрит и Купър се готви да напусне града, нова серия убийства го принуждава да остане – неговият бивш партньор и ментор, Уиндъм Ърл, се появява в града и търси отмъщение. Следите ще отведат Купър до източника на злото в горите на Туйн Пийкс.

## Пълнометражен филм
През 1992 г. излиза „Туин Пийкс: Огън, следвай ме“, който е предимно прелюдия, отнасяща се за последните дни на Лора Палмър, а също така представя и няколко отговора, свързани с отворения край на втори сезон. Филмът е касов неуспех, популярността му остава далеч назад от тази на сериала.

## Бъдеще
Линч изразява интерес да направи друг сезон на „Туин Пийкс“, но отбелязва, че такъв проект няма да се случи веднага, имайки предвид, че на него и Фрост им е отнело четири години и половина да напишат сценария за третия сезон и да го заснемат.

## Интересни факти
- Градът Туин Пийкс не съществува, той е художествена измислица на Дейвид Линч. По-голямата част от сериала е заснета в Сноукуолми, град в щата Вашингтон.
- По първоначална идея Дейвид Линч и Марк Фрост не са искали убиецът на Лора Палмър да бъде разкрит в сериала. ABC налагат обаче желанието си, за да бъде задържана по-голяма публика пред екраните и сценарият бива променен.
- Също по настояване на телевизия ABC броят на жителите в Туин Пийкс е променен от 5120 на 51201. Този брой се вижда на табелката с името на града, която се появява в увода към всеки епизод.
- Ресторантът на Норма Дженингс – „Двойното PP“ – се казва наистина Twede's Cafe (по време на снимките на сериала The Mar-T Diner) и се намира в Норт Бенд, град намиращ се на 50 километра от Сиатъл. И днес кафенето рекламира пословичния черешов пай и „дяволски доброто“ кафе, които агент Купър често консумира в сериала.

## „Туин Пийкс“ в България
В България първото излъчване е по Канал 1 в периода от 1 януари до 16 февруари 1993 г., като сериалът бързо се превръща в хит. Следва повторно излъчване през 1996 г. Ролите се озвучават от артистите Лидия Вълкова, Илиана Балийска, Никола Стефанов, Пламен Захов и Владимир Пенев.
През 2005 г. започват повторенията му по Нова телевизия, като дублажът е записан наново с различен екип. Сериалът е повторен още веднъж през 2006 г. с разписание всяка събота от 23:45. Ролите се озвучават от артистите Татяна Захова, Йорданка Илова, Владимир Пенев, Петър Чернев и Илиян Пенев.
На 3 декември 2012 г. сериалът започва излъчване по CBS Drama със субтитри на български.

### Книги в България
В България през 1992 г. са издадени двете книги, базирани на сериала, от издателство „Зодиак-Вн“ – „Тайният дневник на Лора Палмър“ от дъщерята на Дейвид Линч – Дженифър Линч и „Автобиография на специалния агент на ФБР Дейл Купър“ от брата на Марк Фрост – Скот Фрост.
През 2017 г. издателство „Бард“ издава книгата „Тайната история на Туин Пийкс“ на Марк Фрост, която представлява своеобразен мост между втория и предстоящия трети сезон на сериала.